# Йолли, Людвиг фон
Людвиг фон Йолли (нем. Ludwig von Jolly; 12 марта 1843, Гейдельберг — 30 июля 1905, Тюбинген) — немецкий юрист. Сын Иоганна Филиппа Густава фон Йолли, брат Юлиуса и Фридриха фон Йолли.
Профессор государственных наук в Тюбингене, писал о воинском налоге, об административной юстиции (Die Verwaltungsgerichte, Die Ausbildung der Verwaltungsbeamten. Akademische Antrittsrede), о народном образовании в Англии (Die neueren Reformen der englischen Universitäten) и Франции (Die französische Volksschule unter der dritten Republik) и проч. (Die Vorbildung für den höheren Verwaltungsdienst im Königreiche Württemberg), а также обработал некоторые отделы в «Руководстве по политической экономии» (нем. Handbuch der politischen Oekonomie) Густава фон Шёнберга. Соавтор с Германном Баумгартеном изданной в 1897 г. биографии своего дяди Юлиуса фон Йолли Staatsminister Jolly. Ein Lebensbild (Тюбинген, Laupp).
Ректор Тюбингенского университета в 1890/91.